# Gren (struktur)
 For alternative betydninger, se Gren. (Se også artikler, som begynder med Gren)
Når man beskriver strukturer, som er hierarkiske, benytter man sig ofte af en analogi, hentet fra træernes verden. Det sker, når man benævner underordnede strukturer som grene eller forgreninger. Analogien holder, så længe hver understruktur har ét og kun ét tilknytningspunkt til den overordnede struktur. Omvendt kan forgreningsmønstret i så fald gentages med stadigt nye underforgreninger i det uendelige.
Hvis man vil beskrive sammenhænge inden for strukturer, som hver især har to eller flere, mulige tilknytninger til andre dele af strukturen, bruger man i stedet begreber som netværk eller mindmap.